# Gustaf Söderberg

Söderbergs Utsikt över Tibern mot Aventinen, Rom (cirka 1820), Nationalmuseum.

Gustaf (Gösta) Söderberg, född 8 april 1799 i Norrköping, död 3 november 1875 i Stockholm, var en svensk överintendent, överste, målare, tecknare och litograf.
Han var son till klädesfabrikören Johan Söderberg och Agnes Arosenius och från 1830 gift med Amelie Wilhelmina Schön. Söderberg blev fänrik vid Livregementets grenadjärkår 1816 och började vid denna tid vid sidan av sin militära tjänstgöring bedriva konstnärlig verksamhet. Han studerade konst i Stockholm och umgicks då flitigt i konstnärskretsarna. Han vistades långa perioder i Norrköping där han både bedrev självstudier och målade tavlor. Han reste 1819 till Rom där han slöt sig till kretsen av militära målaramatörer och Johan Niclas Byström. 
I början av 1821 fortsatte han resan till Paris för att under våren 1822 återvända till Sverige. Innan han återvände hann han troligen med ett kortare besök i England. Söderberg medverkade regelbundet i Konstakademiens utställningar från 1822 där han ställde ut naturtroget och stringent återgivna landskapsbilder av topografisk karaktär. Han provade senare på ett mer romantiskt stämningsmåleri med motiv från Italien och Sverige. Han genomförde 1824 en målartur till fots i Norge i sällskap med en vän som resulterade i romantiska landskapsskildringar från Norge. Han utnämndes till adjutant vid generaladjutantsexpeditionen för armén 1826 och blev från denna tid fast bosatt i Stockholm. 
Vid sidan av arbetet vid expeditionen fick han från hösten 1826 även tjänstgöra som lärare i teckning för kronprins Oscar (I) och blev vid hovet en uppskattad leverantör av mindre tavlor för presentändamål. På uppdrag av kronprinsen utförde han ett litografiskt planschverk över de svenska och norska militära uniformerna. Kronprinsens önskemål var att vid sidan av uniformen skulle även vy från Norge eller Sverige återges. Under sommaren 1828 var samtliga 60 planscher klara för tryckning och i tryckt form utgavs det under namnet Kongl. svenska och norska arméens uniformer med ett 40-tal planscher; senare utgav Söderberg Kongl. svenska arméensuniformer med ett 30-tal planscher. 
Hösten 1827 utsågs Söderberg till ordonnansofficer hos kronprinsen och det medförde att han på grund av tidsbrist tvingades trappa ner sin konstnärliga verksamhet. På kungens uppdrag gjorde Söderberg förslag till nya uniformer. Omkring 1828 påbörjade han en litografisk bildsvit över Stockholm och de kungliga lustslotten, dessa såldes till en början som lösa blad men 1829–1830 samlades dessa bilder i tre häften. Han blev adjutant hos kronprinsen 1833 och avancerade samtidigt i de militära graderna och blev efter hand överste i armén med följd att den konstnärliga verksamhet fick till stor del ligga nere han tillhörde Oscar I stab fram till 1844. Trots detta medverkade han några gånger under 1830-talet i Konstföreningens inköpsutställningar och 1841 var han representerad i Konstföreningens stora utställning av svensk konst under fyra århundraden. Han reste till Berlin, Dresden och Schweiz 1839 och 1851–1852 vistades han i Italien och Spanien och bosatte sig därefter som privatman i Paris. 
Söderberg började nu besöka museer för att studera den franska konsten och återupptog tecknandet medan han på grund av nedsatt synförmåga inte klarade av oljemåleriet. Från Schweiz sände han 1856 tre stycken utsikter i akvarell som visades på Konstakademiens utställning samma år. Efter en ny Italienresa 1858 kallades han hem till Stockholm för att efterträda Mikael Gustaf Anckarsvärd som överintendent som vid den tiden betydde chefskapet och preses över Konstakademien, Kongl. museum och Statens byggnadsstyrelse. Han hade för detta jobb inga andra meriter än en oklanderlig vandel, gott ordningssinne och en bra amatörbegåvning som tecknare. Han kom huvudsakligen att intressera sig för inredningen av Nationalmuseum som var under uppförande och han lade ner ett stort arbete på att katalogisera statens konstsamlingar och han uppgjorde under denna tid summarisk förteckning över Nationalmuseums handteckningssamling. Styret av Konstakademien överlät han till stor det till Axel Nyström. Han avgick med pension 1864 och tog därefter inte någon större del i det offentliga livet och tillbringade sina sista år med resor i Europa. Efter hans död visades hans verk Vägen öfver St. Gotthard och Brunnen vid Vierwaldstädtersjön vid akademiutställningen i Stockholm 1877. 
Söderberg är representerad vid Nationalmuseum, Konstakademin, Stockholms stadshus, Östergötlands museum, Linköping stadsmuseum, Västerås stift- och landsbibliotek, Metropolitan Museum